# (6293) Oberpfalz
(6293) Oberpfalz ist ein Asteroid im inneren Hauptgürtel, der vom deutschen Astronomen Freimut Börngen am 26. November 1987 am Observatorium Tautenburg (IAU-Code 033) in Thüringen entdeckt wurde.
Der Asteroid wurde nach der Region und dem Regierungsbezirk Oberpfalz im Osten Bayerns benannt.